# Доктрина Трумэна

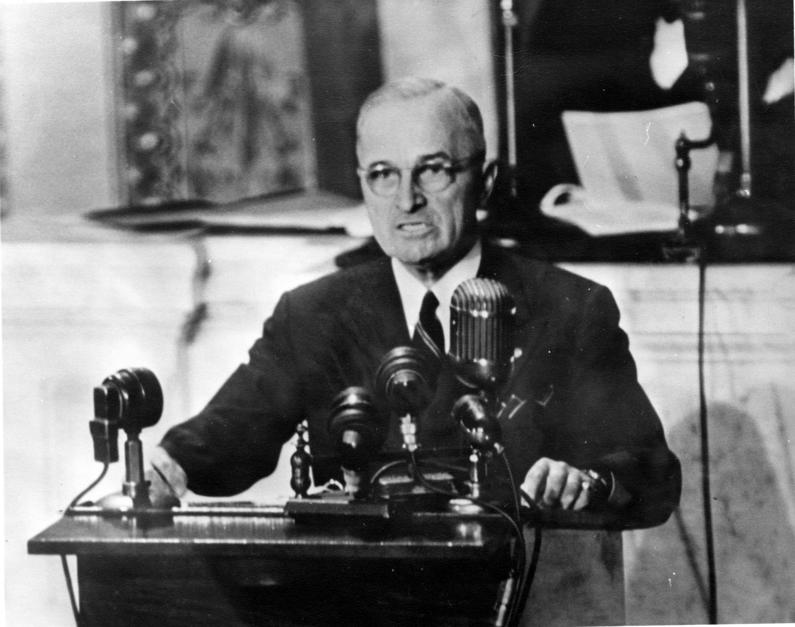
Выступление президента США Г. Трумэна перед Конгрессом 12 марта 1947 года.

«Доктри́на Тру́мэна» (англ. Truman Doctrine) — внешнеполитическая программа (доктрина), объявленная президентом США Гарри Трумэном после Второй мировой войны в выступлении перед Конгрессом 12 марта 1947 года.

## О доктрине
В предлагаемой программе (доктрине) сообщалось, что «Народам многих стран мира недавно навязали тоталитарные режимы против их желания. Правительство Соединенных Штатов делало частые протесты против принуждения и запугивания, в нарушение Ялтинских соглашений, в Польше, Румынии и Болгарии». Было также объявлено об оказании помощи Греции и Турции.
Так была сформулирована политика «сдерживания» в отношении СССР во всём мире. Она была направлена на пересмотр сформировавшейся при Рузвельте системы международных отношений. Доктрина Трумэна была направлена на борьбу США и их сторонников за политико-экономическую однополярность мира. В разработке доктрины участвовали Д. Кеннан, А. Даллес, Л. Хендерсон, Д. Ачесон и другие.
Для оказания помощи Греции и Турции предусматривалось выделение в 1947—1948 финансовом году 400 млн долларов под предлогом «коммунистической угрозы» со стороны СССР. Греции выделялось 300 млн дол., Турции — 100 млн дол. Соглашения с Грецией и Турцией были подписаны соответственно 20 июня и 12 июля 1947 года. Это положило начало альянсу США с Турцией.
«Доктрина Трумэна» была направлена на ограничение усилившегося после Второй мировой войны роста сил социализма, оказание непрерывного давления на СССР и другие страны Восточного блока, поддержание демократических сил и режимов. Использовалась для обоснования помощи США другим странам, положившей начало широкой экономической и военной поддержке США во всём мире.
Серьёзность ситуации, сложившейся сегодня в мире, требует моего выступления перед объединенной сессией Конгресса. Внешняя политика и национальная безопасность нашей страны находятся под угрозой. Один аспект существующей ситуации, которую я представляю Вам сейчас для вашего рассмотрения и вынесения решения, касается Греции и Турции. Соединенные Штаты получили от греческого Правительства просьбу о финансовой и экономической помощи. Предварительные сообщения от американской экономической миссии в Греции и сообщения от американского посла в этой стране, подтверждают утверждение греческого Правительства, что помощь крайне необходима, чтобы Греция могла остаться свободной страной…
…Нет идеальных правительств. Одно из главных достоинств демократии, однако, состоит в том, что её изъяны всегда находятся на виду, и при демократических процессах они могут быть исправлены. Правительство Греции не идеально. Однако оно представляет восемьдесят пять процентов членов греческого Парламента, которые были выбраны на выборах в прошлом году. Иностранные наблюдатели, включая 692 американских, сошлись во мнении, что эти выборы были справедливым выражением волеизъявления народа Греции.
Греческое Правительство работало в атмосфере хаоса и экстремизма. Оно делало ошибки. Оказание помощи этой стране не означает, что Соединенные Штаты потворствуют всему, что греческое Правительство сделало или сделает. Мы осудили в прошлом, и мы осуждаем теперь, любые экстремистские меры в отношении инакомыслящих и призываем к большей терпимости.
Сосед Греции, Турция, также заслуживает нашего внимания. Будущее Турции, как независимой и экономически значимой страны, не менее важно для демократического мира, чем будущее Греции. Ситуация, в которой Турция оказалась сегодня, значительно отличаются от ситуации в Греции. Турцию обошли стороной те бедствия, которые были в соседней стране. И в течение войны, Соединенные Штаты и Великобритания оказывали Турции материальную помощью. 
Однако сейчас Турция нуждается в нашей поддержке, чтобы осуществить необходимую модернизацию для сохранения её территориальной целостности.
Британское правительство сообщило нам, что, вследствие его собственных трудностей, оно больше не может оказывать финансовую и экономическую помощь Турции. Как и в случае с Грецией, мы являемся единственной страной, способной оказать эту помощь. Одна из главных целей внешней политики Соединенных Штатов — создание необходимых условий, в которых мы и другие народы мира будем в состоянии защитить образ жизни людей, свободный от любого принуждения. Это было решающей причиной войны с Германией и Японией. Наша победа была одержана над странами, которые стремились навязать свою волю и свой образ жизни другим нациям.
Чтобы гарантировать мирное развитие народов, свободных от принуждения, Соединенные Штаты приняли участие в создании Организации Объединенных Наций. Организация Объединенных Наций была создана с целью обеспечения свободы и независимости всех её членов. Мы должны поддерживать свободные нации, их демократические учреждения и их национальную целостность против агрессивных поползновений со стороны тоталитарных режимов, подрывающих мир во всем мире путём прямой или косвенной агрессии, и, следовательно, и безопасность Соединенных Штатов.
Народам многих стран мира недавно навязали тоталитарные режимы против их желания. Правительство Соединенных Штатов делало частые протесты против политики принуждения и запугивания, в нарушение Ялтинских соглашений, в Польше, Румынии, и Болгарии. Я должен также заявить, что во многих других странах происходили подобные события.
В настоящий момент почти каждая нация в мире должна выбирать между альтернативными образами жизни. Выбор слишком часто далеко не свободный. Один образ жизни основан на воле большинства и отличается свободными демократическими учреждениями, свободными выборами, гарантиями свободы личности, свободы слова и религии, и свободы от политического притеснения. Второй образ жизни основан на воле меньшинства, насильственно навязывемой большинству. Он отличается террором и притеснением, управляемой прессой и подавлением личных свобод.
Я полагаю, что Соединенные Штаты должны поддерживать свободные народы, которые сопротивляются агрессии вооруженного меньшинства или внешнему давлению. Я полагаю, что мы должны помочь в освобождении народов, чтобы они сами могли решать свою собственную судьбу. Я полагаю, что наша помощь должна быть прежде всего экономической и финансовой, которая приведет к экономической стабильности и таким образом окажет своё влияние на политические процессы.
Мир не стоит на месте и статус-кво не нерушим. Но мы не можем позволить изменения в равновесии сил в нарушение Устава Организации Объединенных Наций такими методами, как принуждение или агрессия.
Нужно посмотреть на карту, чтобы понять, что выживание и целостность греческой нации имеют серьёзное значение в намного более широкой перспективе. Если бы Греция подпала под контроль вооруженного меньшинства, этот эффект мог бы распространиться на её соседа, Турцию. Беспорядок и анархия могли бы распространиться по всему Ближнему Востоку. Кроме того, исчезновение Греции как независимого государства оказало бы большое влияние на свободные страны Европы, восстанавливающиеся после войны. Это будет подлинной трагедией, если эти страны, которые так долго боролись за свою свободу, потеряли бы её. Крах свободных учреждений и потеря независимости был бы катастрофичен не только для них, но и для всего мира. Если мы окажемся не в состоянии помочь Греции и Турции в этот роковой час, то это будет иметь далеко идущие последствия как для Запада, так и для Востока.
Мы должны предпринять непосредственные и решительные действия. Поэтому я прошу, чтобы Конгресс предоставил для помощи Греции и Турции 400 миллионов долларов в течение периода, заканчивающегося 30 июня 1948. В дополнение к деньгам, я прошу, чтобы Конгресс разрешил отправку американского гражданского и военного персонала в Грецию и Турцию по просьбе этих стран, чтобы помочь в задачах государственной модернизации и ради наблюдения за использованием финансовой и материальной помощи.
Соединенные Штаты вложили 341 миллиард долларов в победу во Второй мировой войне. Это — инвестиции в мировую свободу и мир во всем мире. Помощь, которую я прошу для Греции и Турции, составляет немногим больше чем одну десятую часть процента этих инвестиций. Это — только здравый смысл, что мы должны сохранить свои инвестиции и удостовериться, что все это не было напрасным. Семена тоталитарных режимов распространяются и растут в злой почве бедности и борьбы. Они достигают своего полного роста, когда надежда людей на лучшую жизнь умерла.
Мы должны поддержать эту надежду.
Свободные народы мира обращаются к нам с просьбой о поддержании их свободы. Если мы колеблемся в нашем лидерстве, мы можем подвергнуть опасности мир во всем мире. И, конечно, мы подвергнем опасности благосостояние нашей нации. 
Большая ответственность возложена на нас последними событиями.

## Основные события
1946 год

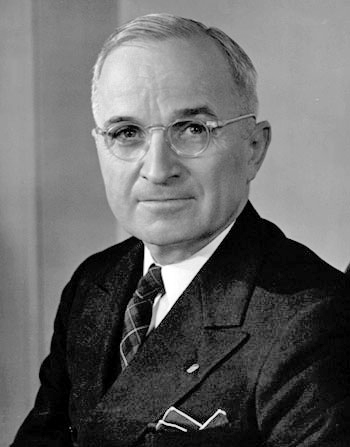
Гарри Трумэн

- В феврале Трумэн в послании к Конгрессу развернул обширную программу по «спасению Европы от советской экспансии».
- 5 марта У. Черчилль в присутствии президента США Г. Трумэна выступил в г. Фултон (штат Миссури, США) с речью, в которой содержался призыв к созданию военно-политического союза Великобритании и США, направленного против Союза ССР и социалистических стран.

1947 год
Обострение Палестинского вопроса.
1948 год
- март — США фактически запретили ввоз в СССР и в другие социалистические страны промышленного оборудования[5].
- 4 апреля — План Маршалла
- 11 июня — Резолюция Ванденберга
- 24 июня — блокада Западного Берлина (началась «холодная война»)

1949 год
- Выход США из послевоенной экономической рецессии
- Создание блока НАТО и разгар массового строительства американских авиационных баз в союзных США странах.
- 4 апреля — подписание Североатлантического договора.

1950 год 
Первое увеличение военных расходов с конца Второй Мировой Войны.
- 25 июня — начало конфликта между Северной Кореей и Южной Кореей, Корейская война 1950—1953. Использовалось внутриполитически как средство для снижения накала забастовочного движения[7] — в США было объявлено военное положение и призван миллион резервистов.

1951 год
- Июнь — вышел закон о торговых соглашениях, который создал неблагоприятные условия для импорта товаров из СССР и Китая: раздел 11 закона запретил вывоз некоторых товаров из СССР и Китая[8].
- Октябрь — конгрессом США принят закон, согласно которому выделялось до 100 млн долларов на поддержку тех выходцев (перебежчиков) из коммунистических стран, которые пожелают участвовать в действиях вооружённых сил НАТО или в обеспечении безопасности США[9].